# Xã Alexanter, Quận Pierce, Bắc Dakota
Xã Alexanter (tiếng Anh: Alexanter Township) là một xã thuộc quận Pierce, tiểu bang Bắc Dakota, Hoa Kỳ. Năm 2010, dân số của xã này là 28 người.